# 週刊プレイボーイ
『週刊プレイボーイ』（しゅうかんプレイボーイ、WEEKLY PLAYBOY、略称：WPB、週プレ）は、集英社が発行する男性向け週刊誌。1964年に平凡出版（現・マガジンハウス）より創刊された『平凡パンチ』に対抗するかたちで、1966年10月28日に「1966年11月15日号」として創刊された。

## 概要
創刊前後の予告として、「読書の秋を独占する！ 国際感覚の新男性週刊誌誕生！ 明星の集英社が総力を結集しておくる超豪華版！」、「イメージを破る斬新なアイディア！ 国際感覚あふれる新しい男性週刊誌！」とアピールされていた。
また、六か条としては、
1. 「プレイボーイの名は、カッコいい魅力ある青年のイメージです。」
2. 「プレイボーイは、青年の週刊誌です。」
3. 「プレイボーイは、読者に楽しみを売る週刊誌です。」
4. 「プレイボーイには、人生の知恵があります。」
5. 「プレイボーイには、読者のみなさまの暮らしに直結した実用性に徹します。」
6. 「国際感覚の雑誌、10月28日創刊です」

とある。
2020年現在は基本的に毎週月曜日発売。なお、2007年頃までは毎週火曜日発売だった（一部地域では現在も毎週火曜日発売）。
アメリカ合衆国の成人向け雑誌「プレイボーイ」との関連性はない。またカタカナ名であるため名前の盗用にも当たらない。このため電子書籍など世界販売する媒体はプレイボーイではなく「週プレ」の屋号を使用し商標権の侵害を回避している。なお発行元の集英社は、アメリカの「プレイボーイ」の日本版である「PLAYBOY日本版」（月刊プレイボーイ）の発行元でもあったが、これはあくまでも偶然の一致である（編集担当は集英社インターナショナル）。
グラビア、ニュース、漫画、芸能ネタなどのほかに、「バカ記事」と呼ばれるジャンルを持つ。ほかの週刊誌と違い、文章の言葉遣いがさほど丁寧ではないのも特徴である。1971年頃までは欧米、日本女性のグラビアやピンナップ、自動車、世界情勢、ファッション・モード、旅行、ギャンブルといった内容のいわば総合情報誌的な役割を果たしていた。90年代には後述のようにアダルト誌寄りにシフトするものの、ゼロ年代以降は集英社にとってのオピニオン誌的な位置づけを持ち、グラビア面以外は政治問題からスポーツ、世俗的な流行まで扱う。これに合わせて、かつては当たり前のようにヌードグラビアを掲載していたが、都条例での「1冊20ページを越えてはいけない」という勧告を受け、ゼロ年代以降はグラビアとしては恒常的には掲載していない（2022年のつぼみ引退ヌードなど例外的な掲載はある）。 
1988年に休刊となった『平凡パンチ』と共に、男性向けセクシー週刊誌の双璧をなしていたが、『週刊プレイボーイ』のほうは今なお20歳代から30歳代男性を中心に購読者がある。 
1995年 - 1996年の時期に角ばったタイトルロゴに変更していたが、元に戻した。2009年秋からは、元のロゴを若干アレンジするかたち（右肩上がり調）で変更した。2011年にまた元に戻した。したがって現在のロゴは5代目である。2005年から同誌発のグラビアアイドルオーディションとして『ミス週プレ』を開始したが2年で終了。2009年からは『週刊ヤングジャンプ』との共同開催による『グラビアJAPAN』オーディションが行われているが、2012年は開催されていない。
2008年頃まで定価で販売することはほとんどなく、毎号特別定価として販売していた。2013年7月現在の定価は380円となっている。
2014年7月28日、「週プレ グラジャパ！」をスタート。2012年から刊行される、週プレ デジタル写真集の販売サイトで、翌2015年からはグラジャパ！アワードを開催。2021年6月1日には、グラビアのサブスクリプションメニュー「週プレ プラス！」も開始した。
2016年10月17日号を創刊50周年記念号とし、創刊号の表紙を復刻。また表紙のロゴを2016年11月14日号まで5週にわたり、創刊時の字体に戻した。
2023年1月、公式YouTubeチャンネル『週プレChannel』の登録者数が100万人を突破した。

## 連載

### 署名コラム
- ひろゆきの「この件について」
- 江夏豊のアウトロー野球論
- 新庄剛志の開運ポジ語録
- 市川紗椰のライクの森
- 爆笑問題の笑えるニュース解説
- モーリー・ロバートソンの挑発的ニッポン革命計画
- 真実のニッポン（橘玲）
- 坂口孝則の経済ニュースのバックヤード
- 坂本慎太郎の街歩き投資ラボ
- リリー・フランキーの人生相談　シーズン2
- オール巨人の劇場漫才師の流儀
- ムツゴロウさんの最後のどうぶつ回顧録
- 高橋ヨシキのニュー・シネマ・インフェルノ
- 宇垣美里の人生はロックだ!!
- 中井りかの【拡散希望】#ひめ〜る♡
- 野島慎一郎の激ウマ!! バカレシピ研究所
- ゲッターズ飯田の占い放浪記
- 堂本光一コンマ一秒の恍惚
- 古賀政経塾!!
- セルジオ越後の一蹴両断!
- 落合陽一の人生が変わる魔法使いの未来学(月イチ)
- ホリエモンのグラドル相談室（不定期）

### 漫画
連載漫画の単行本はプレイボーイコミックスレーベルからの発行が多い。
- 時事おやじ（しりあがり寿、1999年頃 - ） - 目次には載っていない。
- 天使なカラダ（池上花英、2009年 - ） - 主に『キン肉マンII世』や『彼女のカレラ』休載時に、特別読切として掲載。
- SASHIKO + 48GROUP 4コマ劇場 よんぱち+（企画・監修：秋元康、漫画：田辺洋一郎、2012年 - ）
- TOUGH外伝 龍を継ぐ男（猿渡哲也、2015年 - ）
- 秘密組織プレイメーソン（見ル野栄司、2016年 - ）
- キン肉マン（ゆでたまご、2020年 - ） - 週プレNEWSと同時連載。休載時は『キン肉マン』月イチ最強コラムと題して特別コラムを掲載。
- 堀田エボリューション（小田原ドラゴン、2024年 - ）

### WEB漫画
- キン肉マン（ゆでたまご、2011年 - ） - 2020年8月17日（新シリーズ第317話）以降は週プレ本誌と同時連載
- 女子高生裁判官 アユミ（森園Sindyめめ、2013年 - 2017年2月16日）第161話をもって休載[11]

### WEBコラム
- 旅人マリーシャの世界一周紀行 『Blue Hunter』（旅人まりーしゃ、2014年 - ）

### 小説
- ASK（新堂冬樹、2016年 - ）

## 過去の連載

### 署名コラム
- 枡田絵理奈（TBSアナウンサー（連載当時））の毎日がクリスますだ!
- 福永祐一のリーディング一直線
- 競馬の神髄（蛯名正義→福永祐一）
- 四位洋文のウオッカはストレートで!
- 田中みな実（TBSアナウンサー〈連載当時〉）のみなみんみんぜみ
- 有田哲平の俺はお前のかませ犬だ!
- AKB48の夢叶ッ!
- ヨンヨマ!〜読んだら読まねば〜（中田敦彦、松江哲明、南沢奈央、山田真哉のリレー書評）
- 安めぐみとヒダカトオルのスクール・オブ・ヒット
- だめんず叶井俊太郎の試写日記 タダ見ですけど、何か?
- 吉田明世（TBSアナウンサー） あっきーよのなんか、すみません。
- ホリエモン+ひろゆき 帰ってきた! なんかヘンだよね…

### 人生相談を掲載した人物
- 加納典明
- 柴田錬三郎
- ディック・ミネ
- 今東光
- 開高健
- 岡本太郎
- 大沢在昌
- アントニオ猪木
- 野坂昭如
- 赤塚不二夫
- 遠藤周作
- 宇梶剛士
- 松山千春
- 坂井三郎
- 石原裕次郎
- 吉本隆明
- 松本人志
- 武田鉄矢
- 大橋未歩

### 過去の連載漫画
- 野獣（横山光輝 1970年）
- コロポックルの枕（水木しげる 1970年）
- 丈八しぐれ（原作：笹沢左保、作画：真崎守 1971年 - 1972年）
- 修羅雪姫 (第一部)（原作：小池一夫、作画：上村一夫 1972年 - 1973年）
- せくさんぶる（真崎守 1973年 - 1974年）
- 修羅雪姫（第二部）（原作：小池一夫、作画：上村一夫 1973年 - 1974年）
- 連作／せくさんぶる（真崎守 1974年 - 1975年）
- ワニ分署（篠原とおる 1977年 - 1980年）
- がくらん海峡（中島徳博 1979年 - 1980年）
- シャッターシャワー（池沢さとし 1980年）
- ケンタウロスの伝説（原作：オサム、作画：御厨さと美 1981年）
- サムライ教師ボギー（望月三起也 1981年 - ）
- Mr.BIRD（さいとうたかを 1981年 - 1982年）
- 圧漢（松田一輝 1983年）
- 愛星団徒（松田一輝 1984年 - 1986年）
- Beat Shot!!（池沢さとし 1985年 - 1989年）
- 哀国戦争（原作：小池一夫、作画：伊賀和洋 1987年 - 1995年）
- 涙弾（原作：小池一夫、作画：伊賀和洋 1988年 - 1994年）
- 渋谷ホンキィトンク（原作：安部譲二、作画：田中正仁 1988年 - ）
- サーキットの狼II モデナの剣（池沢さとし）
- 俺の空（本宮ひろ志）
- 天より高く（宮下あきら 1995年05月23日号No.21 -）
- バーチャファイター美闘伝サラ（原作：伊津木敏弘、作画：鬼窪浩久 全50回 1995年No.38？ - 1996年09月24日号No.39）
- オメザメ♡ぷりィず（久我山リカコ 1996年10月01日号No.40 - 1997年04月01日号No.14）
- SPEEDコネクション（池沢さとし 1997年05月27日号No.22 - 1998年05月05日No.18）
- FOOL ON THE WHEEL（田中むねよし 読切連載 1997年08月05日号No.3～）
- キン肉マンII世（ゆでたまご 本連載開始1998年05月12・19日No.19・20 -）
- つくしの筆事情（山崎大紀 読切連載）
- タッチでイクぜ！竹田クン (若林健次 読切・不定期掲載：98年No.43～、本連載：02年10月29日No.44～)
- キャブレターズ（田中むねよし 2002年No.32？～）
- ビタミンLOVE (池上花英)
- ケツオ&オカメ 禁じられた黄昏に…（ボビンチョ浅田）
- がんばれ! パンダ内閣（つの丸、2004年 - 2005年）
- その男、タカ (もんでんあきこ)
- 天然美少女ロボ ロボ子ちゃん!（原作：石ノ森章太郎、清水栄一・下口智裕、2005年 - ?）
- 中川雅之の1ページムービー（中川雅之、2007年 - ）
- みうまん（原作：仲村みう、漫画：田辺洋一郎、2010年 - 2011年）

『漫'sプレイボーイ』からの移籍連載。
など

### 過去の連載WEB漫画
- キン肉マンII世（ゆでたまご）週プレ本誌より移籍。
- 彼女のカレラ My Favorite Carrera（麻宮騎亜、2004年 - 2012年）週プレ本誌より移籍。
- 男坂 北の大地編（車田正美、2014年）
  - 男坂 横浜のジュリー編（車田正美、2014年）
  - 男坂 雷電!狂介編（車田正美、2016年）
- ドラゴン先生（岡村茂、2014年）
- 昆虫サマのおかげで食べてます ドラゴン先生〜ビジネス編〜（岡村茂、2015年）
- たいようのマキバオー（つの丸、2007年 - 2017年）週プレ本誌より移籍。
- 50代の☆リアル体験入門 ドラゴン先生格闘ロード（岡村茂、2018年）
- セックス依存症になりました。（津島隆太、2018年 - 2020年）グランドジャンプに移籍。
- THE超人様（石原まこちん、2017年 - 2020年）

### 過去の連載小説

#### 一般小説
- 命売ります（三島由紀夫）1968年5月21日号～1968年10月8日号
- 猛き箱舟（船戸与一）1985年7月16日号～1986年7月8日号
- 欧亜純白欧亜純白(ユーラシアンホワイト)（大沢在昌）1997年～
- 幻夜（東野圭吾）2001年5月8・15日 NO.19・20合併号～2003年4月15日 No.16号
- イマジン（清水義範）2003年～2004年
- ASK（新堂冬樹）2016年3月28日号～2018年1月22日号
- パーフェクトワールド（馳星周）

など

#### 官能小説
- 巨乳慈母伝説「レンタル・ママ」（館淳一）1995.9.5 NO.36～1995.12.19（マドンナ社 代理母童貞実験記[12] ISBN 4-576-95212-9）
- 僕だけの巨乳先生（睦月影郎）1996.1.16.23 NO.3.4？～1996.5.28 NO.22？（マドンナ社 お姉さま達の猥褻な玩具 ISBN 4-576-97041-0）？
- 僕のマンションに女子大生作家がやって来た！（藍川京）1996.6.4 NO.23～1996.10.29 NO.44？（双葉社 小悪魔な彼女 ISBN 4-575-50995-7）
- 僕のどきどきサイバーネット（館淳一）1996.11.5 NO.45～ 1997.05.27 No.22（マドンナ社 猥褻騎乗叔母の童貞しぼり[13] ISBN 4-576-98020-3）
- 白衣のフェロモン先生（睦月影郎）1997.6.3 NO.23～1998.4.14 No.15（大洋図書  白衣の匂い[14] ISBN 4-813-07001-9）
- 家庭教師はテクニシャン（安達瑶）1998.4.21 NO.16～（マドンナ社 美肉の淫惑:お姉さまはテクニシャン ISBN 4-576-99091-8）？
- 美尻先生・愛のデュエット（睦月影郎）1998.9.22 NO.38～1999.5.11.18 NO.19.20
（パラダイム 同 ISBN 4-894-90555-8）
（イースト・プレス 小夜子先生の美尻 ISBN 4-781-61288-1）

～休載期間～
- 僕の快楽ネットハンティング（羽山騎士）1999.10.26 NO.43～2000.6.27 NO.26
- それゆけ童貞時代！（睦月影郎）2000.7.4 NO.27～ (講談社 Ｇのカンバス ISBN 4-062-76969-7)
- ただいま淫行レッスン中！（堂本烈）2001.4.17 NO.16～2003.10.7 NO.41
（二見書房 同3巻 ISBN 4-576-04007-3、ISBN 4-576-04089-8、ISBN 4-576-04175-4）
- 僕はイケない童貞ホスト（内藤みか）2003.10.14 NO.42～（二見書房 同 ISBN 4-576-05086-9）
- フェロモン調教師（鷹澤フブキ）2004.6.1～2005.7.26（マドンナ社 巨乳クィーン―教えてあげる[15] ISBN 4-576-06119-4）
- 2年A組泣き虫先生！（橘真児）2005.8.2 NO.31～2007.4？
- 年下美人上司と仲良くなる方法（橘真児）

など

## 本誌出身の人物、著名な編集者
- 小峯隆生
- 清水草一
- 金髪りさ

## 歴代編集長
- 地代所哲也（2022年 - ）
- 松丸淳生（2018年 - 2022年）
- 増田真晃（2015年 - 2018年）
- 伊勢村一也（2011年 - 2015年）
- 岩瀬朗（2010年6月 - 2011年）
- 樋口尚也（2005年7月 - 2010年6月）
- 田中知二（2005年6月）
- 鈴木耕
- 島地勝彦
- 山森利之
- 五十嵐洋（創刊号より）

## 増刊
漫'sプレイボーイ
漫画作品を集めた増刊として、2009年4月30日に第1号刊行。以降、第2号は8月17日、第3号は10月13日、第4号は2010年1月30日、5月30日号（第5号）は4月30日に発行されている。

## 店舗
週プレ酒場
2017年6月10日、週刊プレイボーイ創刊50周年企画として新宿歌舞伎町にオープンした公式酒場。定期的にアイドルイベント、連載陣によるトークイベントが行われた。当初は1年間の営業を予定していたが延長され、2019年6月1日をもって営業を終了した。